# ブルイーノ
ブルイーノ（伊: Bruino）は、イタリア共和国ピエモンテ州トリノ県にある、人口約8,600人の基礎自治体（コムーネ）。

## 地理

### 位置・広がり

#### 隣接コムーネ
隣接するコムーネは以下の通り。
- ピョッサスコ
- リヴァルタ・ディ・トリーノ
- サンガーノ

## 行政

### 分離集落
ブルイーノには、以下の分離集落（フラツィオーネ）がある。
- La Quercia, La Stricca, Marinella, Valverde, Villaggio Alba Serena